# ジョナタン・イコネ
ジョナタン・イコネ（Jonathan Ikoné、1998年5月2日 - ）は、フランス・セーヌ＝サン＝ドニ県ボンディ出身のサッカー選手。コモ1907所属。ポジションはFW。

## 来歴

### クラブ
パリ・サンジェルマンFCの下部組織出身。2016年9月28日、欧州CLのPFCルドゴレツ・ラズグラド戦で88分から途中出場しトップデビュー。
2017年1月、モンペリエHSCにレンタル移籍。
2018年7月1日、リールOSCに5年契約で完全移籍。
2022年1月3日、ACFフィオレンティーナに完全移籍で加入した。

### 代表
コンゴ民主共和国にルーツをもつため、コンゴ民主共和国代表でプレーする権利も有していたが、ユース年代から一貫してフランス代表でプレー。2015年にはU-17代表の一員としてUEFA U-17欧州選手権優勝を果たした。
2019年8月、負傷したキリアン・エムバペの代わりに、UEFA EURO 2020予選のアルバニア戦とアンドラ戦を控えるフル代表に初召集された。9月7日の同アルバニア戦で、77分からキングスレイ・コマンとの交代で途中出場し初キャップ。さらに初ゴールも決め4-1の勝利に貢献した。

## タイトル

### クラブ
LOSCリール
- リーグ・アン: 2020-21

### 代表
U-17フランス代表
- UEFA U-17欧州選手権: 2015